# Eclipophleps bogdanovi
Eclipophleps bogdanovi is een rechtvleugelig insect uit de familie veldsprinkhanen (Acrididae). De wetenschappelijke naam van deze soort is voor het eerst geldig gepubliceerd in 1927 door Tarbinsky.